# Diacamma rugosum
Diacamma rugosum is een mierensoort uit de onderfamilie van de Ponerinae. De soort is voor het eerst wetenschappelijk beschreven in 1842 door Elie Jean François Le Guillou als Ponera rugosa. De soort werd aangetroffen op het eiland Borneo.